# USS Frybarger (DE-705)
USS Frybarger (DE-705/DEC-705) là một tàu hộ tống khu trục lớp Buckley được Hải quân Hoa Kỳ chế tạo trong Chiến tranh Thế giới thứ hai. Tên nó được đặt theo binh nhất Thủy quân Lục chiến Raymond Frybarger, Jr. (1923–1942), người được truy tặng Huân chương Chữ thập Hải quân do đã chiến đấu dũng cảm đến khi tử trận trong Trận chiến đồi Edson ngày 13 tháng 9, 1942. Nó đã phục vụ cho đến khi chiến tranh kết thúc, xuất biên chế năm 1947, nhưng được huy động trở lại trong cuộc Chiến tranh Triều Tiên từ năm 1950 đến năm 1954; cuối cùng con tàu bị bán để tháo dỡ năm 1973. Frybarger được tặng thưởng hai Ngôi sao Chiến trận do thành tích phục vụ trong Chiến tranh Triều Tiên.

## Thiết kế và chế tạo
Những chiếc thuộc lớp tàu hộ tống khu trục Buckley có chiều dài chung 306 ft (93 m), mạn tàu rộng 37 ft 1 in (11,30 m) và độ sâu mớn nước khi đầy tải là 11 ft 3 in (3,43 m). Chúng có trọng lượng choán nước tiêu chuẩn 1.400 tấn Anh (1.400 t); và lên đến 1.740 tấn Anh (1.770 t) khi đầy tải. Hệ thống động lực bao gồm hai turbine hơi nước General Electric công suất 13.500 mã lực (10.100 kW), dẫn động hai máy phát điện công suất 9.200 kilôwatt (12.300 hp) để vận hành hai trục chân vịt;  công suất 12.000 hp (8.900 kW) cho phép đạt được tốc độ tối đa 23 kn (26 mph; 43 km/h), và có dự trữ hành trình 6.000 nmi (6.900 mi; 11.000 km) khi di chuyển ở vận tốc đường trường 12 kn (14 mph; 22 km/h).
Vũ khí trang bị bao gồm ba pháo 3 in (76 mm)/50 cal trên tháp pháo nòng đơn có thể đối hạm hoặc phòng không, một khẩu đội 1,1 inch/75 caliber bốn nòng và tám pháo phòng không Oerlikon 20 mm. Vũ khí chống ngầm bao gồm một dàn súng cối chống tàu ngầm Hedgehog Mk. 10 (có 24 nòng và mang theo 144 quả đạn); hai đường ray Mk. 9 và tám máy phóng K3 Mk. 6 để thả mìn sâu. Khác biệt đáng kể so với lớp Evarts dẫn trước là chúng có thêm ba ống phóng ngư lôi Mark 15 21 inch (533 mm). Thủy thủ đoàn đầy đủ bao gồm 186 sĩ quan và thủy thủ.
Frybarger được đặt lườn tại xưởng tàu của hãng Defoe Shipbuilding Company tại Bay City, Michigan vào ngày 8 tháng 11, 1943. Nó được hạ thủy vào ngày 25 tháng 1, 1944; được đỡ đầu bởi các cô Caroljean và Clarabelle Frybarger, chị em gái của binh nhất Frybarger, và nhập biên chế vào ngày 18 tháng 5, 1944 dưới quyền chỉ huy của Hạm trưởng, Thiếu tá Hải quân Gifford Cochran Ewing.

## Lịch sử hoạt động
Sau khi hoàn tất việc chạy thử máy huấn luyện tại khu vực Bermuda và sửa chữa sau chạy thử máy, từ ngày 25 tháng 7 đến ngày 18 tháng 11, 1944 Frybarger đã hoàn tất ba chuyến hộ tống vận tải khứ hồi vượt Đại Tây Dương, vận chuyển binh lính và tiếp liệu sang Bizerte, Tunisia. Nó được huấn luyện và tiếp nhận thiết bị mới trước khi lên đường để đi sang khu vực Mặt trận Thái Bình Dương. Đi đến đảo Manus thuộc quần đảo Admiralty vào ngày 23 tháng 1, 1945, và bắt đầu phục vụ cùng Bộ tư lệnh Tiền phương biển Philippine trong vai trò hộ tống vận tải tại khu vực Philippines cho đến khi Thế Chiến II kết thúc. Nó đã hộ tống tàu bè đi lại giữa quần đảo Caroline; vịnh Lingayen, Manila và Zamboanga tại Philippines; Hollandia tại New Guinea, cùng một chuyến đi đến Okinawa.
Sau khi Nhật Bản chấp nhận đầu hàng vào ngày 15 tháng 8 giúp kết thúc cuộc xung đột, Frybarger đi đến vịnh Buckner, Okinawa vào ngày 3 tháng 9, nơi nó hỗ trợ cho việc vận chuyển lực lượng chiếm đóng đi sang Trung Quốc và Triều Tiên. Lên đường vào ngày  8 tháng 11 để quay trở về Hoa Kỳ, nó về đến Boston, Massachusetts vào ngày 15 tháng 12, và tiếp tục đi đến Green Cove Springs, Florida vào ngày 20 tháng 1, 1946. Con tàu được cho xuất biên chế tại đây vào ngày 30 tháng 6, 1947 và đưa về thành phần dự bị.
Được xếp lại lớp như một tàu kiểm soát hộ tống và mang ký hiệu lườn mới DEC-705 vào ngày 13 tháng 9, 1950, Frybarger được bổ sung những thiết bị liên lạc hiện đại và được cho tái biên chế vào ngày 6 tháng 10, 1950. Sau khi được huấn luyện tại vùng biển Caribe, nó đi sang cảng nhà mới San Diego, California vào ngày 11 tháng 3, 1951, nơi nó phục vụ như tàu kiểm soát đổ bộ để tham gia các cuộc tập trận đổ bộ, cũng như huấn luyện cho học viên tại Trường sonar hạm đội San Diego.
Từ ngày 6 tháng 3 đến ngày 2 tháng 10, 1952, Frybarger được phái đi phục vụ tại Viễn Đông trong thành phần Đệ Thất hạm đội, hoạt động tuần tra ngăn chặn ngoài khơi Okinawa, thực hành đổ bộ ngoài khơi Nhật Bản, huấn luyện tàu ngầm và viếng thăm các cảnh Nhật Bản. Một lượt phục vụ thứ hai tại khu vực Tây Thái Bình Dương được thực hiện từ ngày 1 tháng 9, 1953 đến ngày 5 tháng 6, 1954, khi nó tham gia tập trận đổ bộ cùng binh lính Thủy quân Lục chiến tại các bãi biển Okinawa; Incheon, Triều Tiên; Chigasaki, Nhật Bản và quần đảo Bonin.
Frybarger được cho xuất biên chế lần sau cùng vào ngày 9 tháng 12, 1954 và đưa về thành phần dự bị. Đang khi trong thành phần hạm đội dự bị, con tàu được xếp lớp trở lại với ký hiệu lườn cũ DE-705 vào ngày 27 tháng 12, 1957, nhưng không bao giờ phục vụ trở lại. Sau khi được rút tên khỏi danh sách Đăng bạ Hải quân vào ngày 1 tháng 12, 1972, nó bị bán để tháo dỡ vào ngày 27 tháng 11, 1973.

## Phần thưởng
Frybarger được tặng thưởng hai Ngôi sao Chiến trận do thành tích phục vụ trong cuộc Chiến tranh Triều Tiên.
|  |  |                           |
|  |  |                           |
|  |  | Bronze star · Bronze star |
|  |  |                           |

| Huân chương Chiến dịch Hoa Kỳ                  |                                                    |                                                          |
| Huân chương Chiến dịch Châu Á-Thái Bình Dương  | Huân chương Chiến dịch Châu Âu-Châu Phi-Trung Đông | Huân chương Chiến thắng Thế Chiến II                     |
| Huân chương Phục vụ Chiếm đóng Hải quân        | Huân chương Phục vụ Phòng vệ Quốc gia              | Huân chương Phục vụ Triều Tiên với 2 Ngôi sao Chiến trận |
| Huân chương Giải phóng Philippine (Philippine) | Huân chương Liên Hợp Quốc Phục vụ Triều Tiên       | Huân chương Phục vụ Chiến tranh Triều Tiên (Hàn Quốc)    |